# Immeuble des 42-44 rue du Jeudi à Alençon
L'immeuble des 42-44 rue du Jeudi  est un édifice situé à Alençon, en France. Il date du XVIIIe siècle et est inscrit au titre des monuments historiques.

## Localisation
Le monument est situé dans le département français de l'Orne, à Alençon, aux numéros 42-44 rue du Jeudi à Alençon.

## Historique
L'édifice est daté du XVIIIe siècle, avec une date 1762 sur la façade.
La façade sur rue et la toiture correspondante de l'immeuble sont inscrites au titre des monuments historiques depuis le 18 juillet 1975.

## Architecture

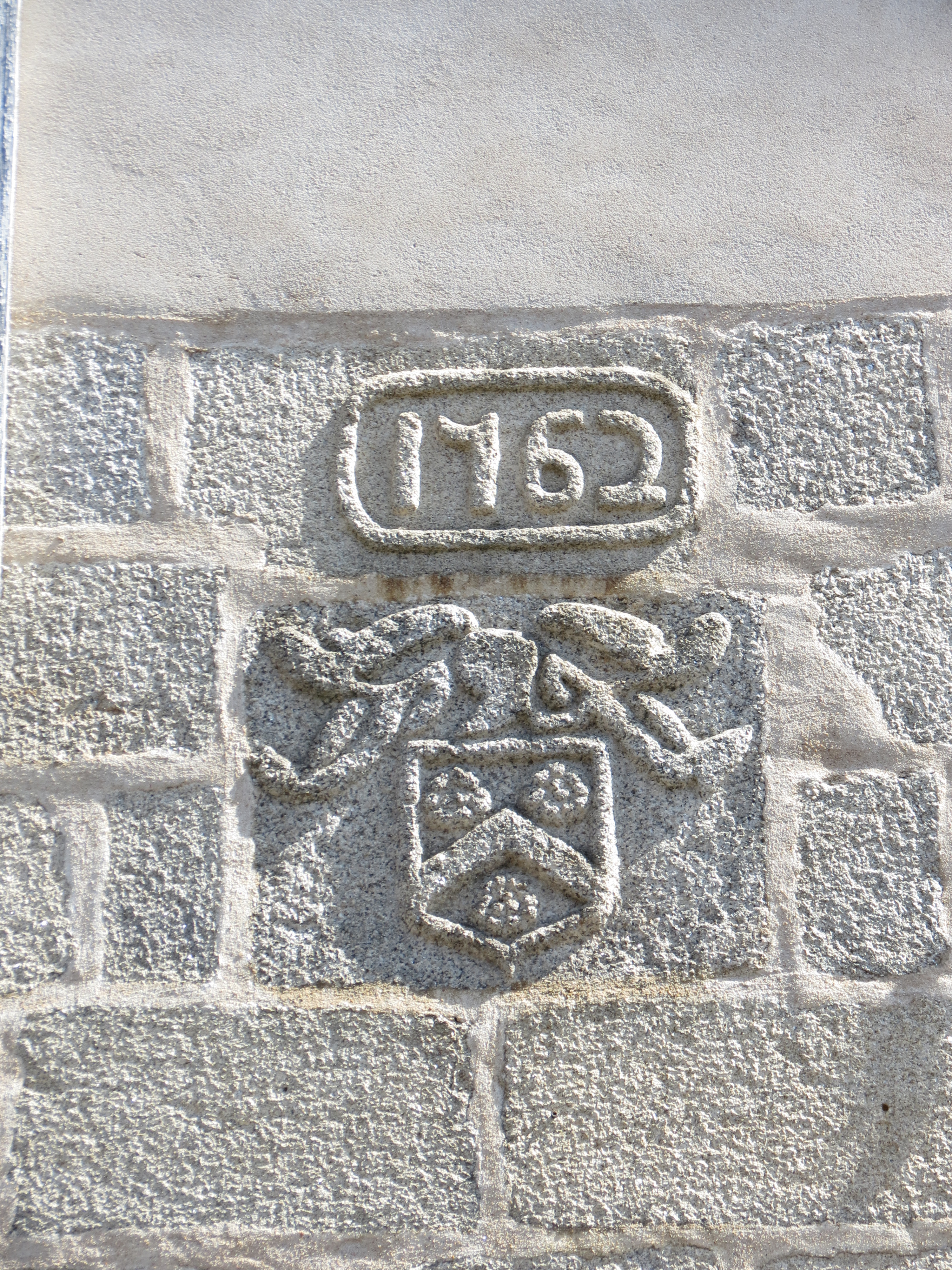
Date et blason du XVIIIe siècle.

L'édifice conserve un blason sculpté et une date sur sa façade.
Il conserve en outre un balcon de ferronnerie.